# Gianluca Cologna
Gianluca Cologna, né le 17 mai 1990 à Santa Maria Val Müstair est un fondeur suisse. Il est spécialiste du sprint.

## Biographie
Son frère Dario Cologna est également un fondeur de haut niveau triple champion olympique.

## Carrière
Originaire du Canton des Grisons, il prend part à ses premières compétitions officielles lors de la saison 2006-2007.
Dans la Coupe OPA, il fait ses débuts en janvier 2008, monte sur son premier podium quatre ans plus tard à Zwiesel, puis remporte son unique succès un an plus tard à Oberwiesenthal en sprint. Aux Championnats du monde des moins de 23 ans, il finit deux fois dans le top dix, cinquième du sprint en 2012 à Erzurum et neuvième sur le sprint en 2013 à Liberec.
Gianluca Cologna fait ses débuts en Coupe du monde en décembre 2010 à Davos, mais doit attendre mars 2013 pour marquer ses premiers points pour le classement général avec une sixième place au sprint de Drammen (finaliste). Il monte sur son premier podium en Coupe du monde au sprint classique d'Asiago, avec une troisième place, le 21 décembre 2013. Pour sa préparation olympique, Gianluca est allé s'entraîner à Chamonix. Il est présent dans l'équipe nationale suisse pour les Jeux olympiques de Sotchi en 2014. Il y dispute le sprint par équipe avec son frère Dario, l'équipe suisse terminant à la cinquième place de la finale. Il est 27e du sprint aux Championnats du monde 2013 et 2015 en sprint.
Après la saison 2013-2014, il ne retrouve plus le top dix en individuel dans la Coupe du monde, mais prend notamment la quatrième place du sprint par équipes d'Otepää début 2015. Il marque des points en distance lors de la saison 2016-2017.
Il prend sa retraite sportive à l'issue de la saison 2017-2018.

## Palmarès

### Jeux olympiques
| Épreuve / Édition | Sprint | Sprint                           | 15 km                            | 15 km     | Skiathlon 2 × 15 km | 50 km | Relais | Relais    |
| Épreuve / Édition | libre  | classique                        | libre                            | classique | Skiathlon 2 × 15 km | 50 km | Sprint | 4 × 10 km |
| JO 2014 Sotchi    | —      | Épreuve inexistante à cette date | Épreuve inexistante à cette date | —         | —                   | —     | 5e     | —         |

### Championnats du monde
| Épreuve / Édition           | Sprint                           | Sprint    | 15 km | 15 km                            | Skiathlon 2 × 15 km | 50 km | Relais | Relais    |
| Épreuve / Édition           | libre                            | classique | libre | classique                        | Skiathlon 2 × 15 km | 50 km | Sprint | 4 × 10 km |
| Mondiaux 2013 Val di Fiemme | Épreuve inexistante à cette date | 27e       | —     | Épreuve inexistante à cette date | —                   | —     | —      | —         |
| Mondiaux 2015 Falun         | Épreuve inexistante à cette date | 27e       | -     | Épreuve inexistante à cette date | —                   | -     | 15e    | -         |

Légende :
- : pas d'épreuve
- — : non disputée par Gianluca Cologna

### Coupe du monde
- Meilleur classement général : 57e en 2014.
- 1 podium individuel : 1 troisième place.

#### Classements par saison
| Saison    | Classement général final | 'Classement distance | Classement sprint |
| 2012-2013 | 93e                      |                      | 47e               |
| 2013-2014 | 57e                      |                      | 21e               |
| 2014-2015 | 98e                      |                      | 46e               |
| 2015-2016 | 98e                      |                      | 54e               |
| 2016-2017 | 140e                     | 97e                  |                   |
| 2017-2018 | 127e                     |                      | 69e               |

### Coupe OPA
- 3 podiums, dont 1 victoire.

### Autres
En mars 2013, il a remporté son premier titre aux Championnats de Suisse à l'occasion du sprint.